# Woodlawn Heights (Indiana)
Woodlawn Heights es un pueblo ubicado en el condado de Madison en el estado estadounidense de Indiana. En el Censo de 2010 tenía una población de 79 habitantes y una densidad poblacional de 262,95 personas por km².

## Geografía
Woodlawn Heights se encuentra ubicado en las coordenadas 40°7′6″N 85°41′49″O / 40.11833, -85.69694. Según la Oficina del Censo de los Estados Unidos, Woodlawn Heights tiene una superficie total de 0.3 km², de la cual 0.3 km² corresponden a tierra firme y (0%) 0 km² es agua.

## Demografía
Según el censo de 2010, había 79 personas residiendo en Woodlawn Heights. La densidad de población era de 262,95 hab./km². De los 79 habitantes, Woodlawn Heights estaba compuesto por el 97.47% blancos, el 0% eran afroamericanos, el 0% eran amerindios, el 0% eran asiáticos, el 0% eran isleños del Pacífico, el 1.27% eran de otras razas y el 1.27% pertenecían a dos o más razas. Del total de la población el 3.8% eran hispanos o latinos de cualquier raza.